# Raumfilter (Schutzraum)
Wichtig: Hier geht es um die Raumfilter, die in Schutzräumen der alten Bundesländer zum Einsatz kommen. In den DDR-Bunkern war die Lüftungstechnik grundlegend anders aufgebaut.
Die Raumfilter in einem Schutzraum sind ein wichtiger Teil der Schutzbelüftungsanlage. Sie filtern alle Schad- und Kampfstoffe aus der Luft heraus, die vom Vorfilter (Sandfilter oder Staubfilter) nicht zurückgehalten werden. Dazu besitzen sie einen Partikelfilter und eine Aktivkohlefüllung. Der innere Aufbau ähnelt dem eines Atemschutzfilters. Die Luft durchfließt den Raumfilter von oben nach unten. Nicht alle Schutzräume sind mit Raumfiltern ausgestattet, oftmals besitzen sie nur einen Sandfilter, welcher aber den größten Teil der Schad- und Kampfstoffe zurückhalten sollte.

## Ausführungen
Es gibt die Raumfilter zurzeit in vier Größen:
- R0,75: Kleinste Ausführung. Diese Filter werden direkt auf das Lüftungsgerät aufgesetzt. Sie sind für einen Luftdurchfluss von 0,75 Kubikmeter pro Minute ausgelegt und kommen z. B. in Hausschutzräumen zum Einsatz.
- R1,5: Wie vor, aber etwas größer und Luftdurchfluss 1,5 Kubikmeter pro Minute.
- R3,0: Diese Filter sind die kleinsten, die in öffentlichen Schutzräumen zum Einsatz kommen. Sie werden meist in einem gesonderten Raum strahlenabgeschirmt auf Filtertellern montiert, damit das Bedienpersonal der Schutzluftventilatoren (diese müssen bei Stromausfall von Hand bedient werden) keiner Strahlenbelastung ausgesetzt wird. Luftdurchfluss 3 Kubikmeter pro Minute.
- R10: Hierbei handelt es sich um die größte Ausführung. Diese Filter wiegen etwa 200 kg, weshalb sie Rollen besitzen, um sie einfacher bewegen zu können. Sie werden an die dafür vorgesehenen Leitungen angeschraubt und mit speziellen Halterungen an Boden oder Wand fixiert, damit sie bei Erschütterungen ortsfest bleiben. Raumfilter R10 sind in den meisten größeren Schutzräumen verbaut. Luftdurchfluss ist 10 Kubikmeter pro Minute.

## Sonstiges
Raumfilter sind – ebenso wie Atemschutzfilter – versiegelt zu lagern, da sie sonst im Ernstfall in ihrer Wirkung geschwächt sein könnten. Sie werden nur im Ernstfall in das Lüftungssystem eingebaut. Um die Lüftungsanlage Probe fahren zu können, werden anstelle der Filter Zwischenstücke montiert, die den Luftwiderstand der Raumfilter simulieren.

## Bilder

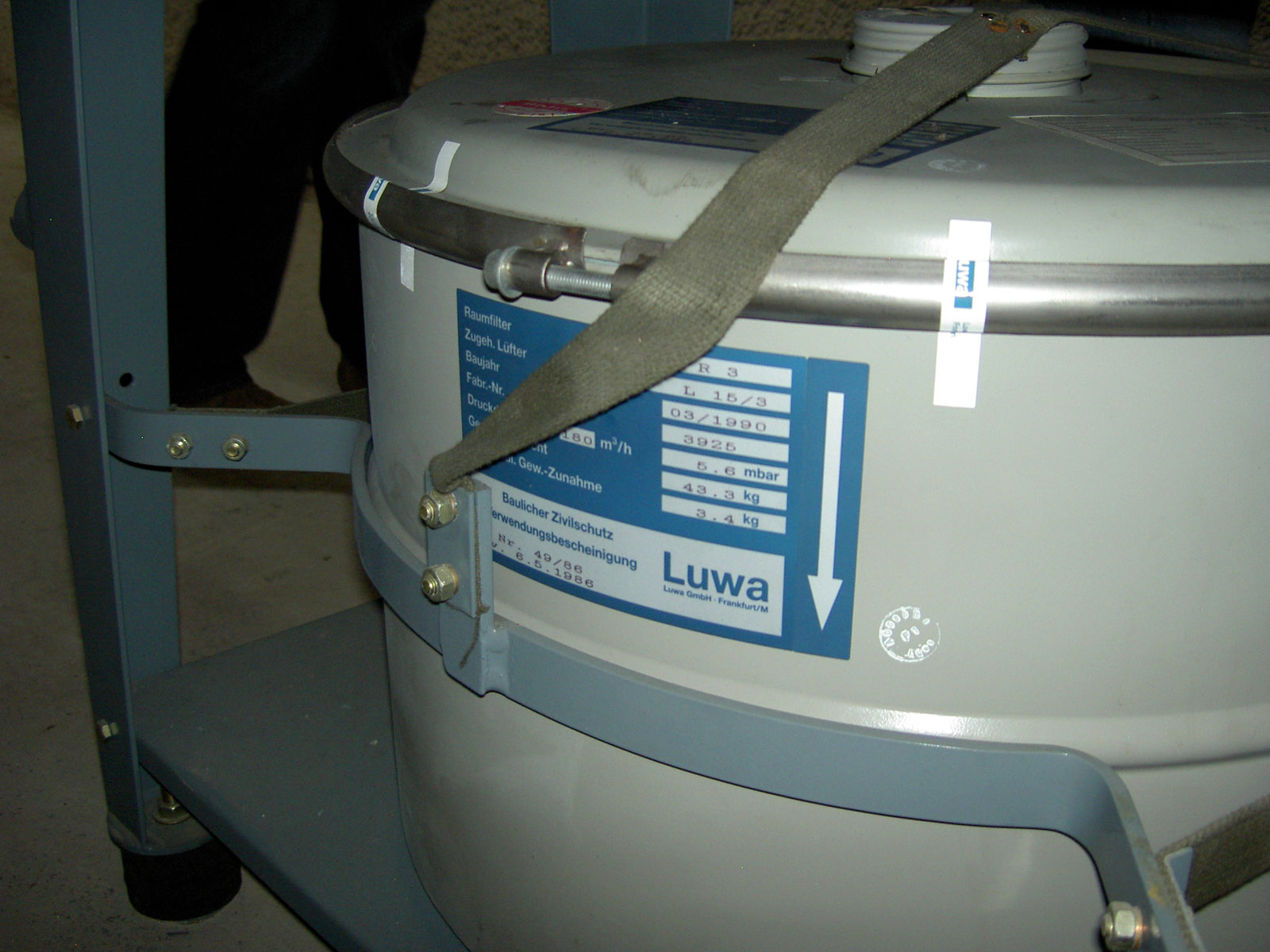
Raumfilter R3
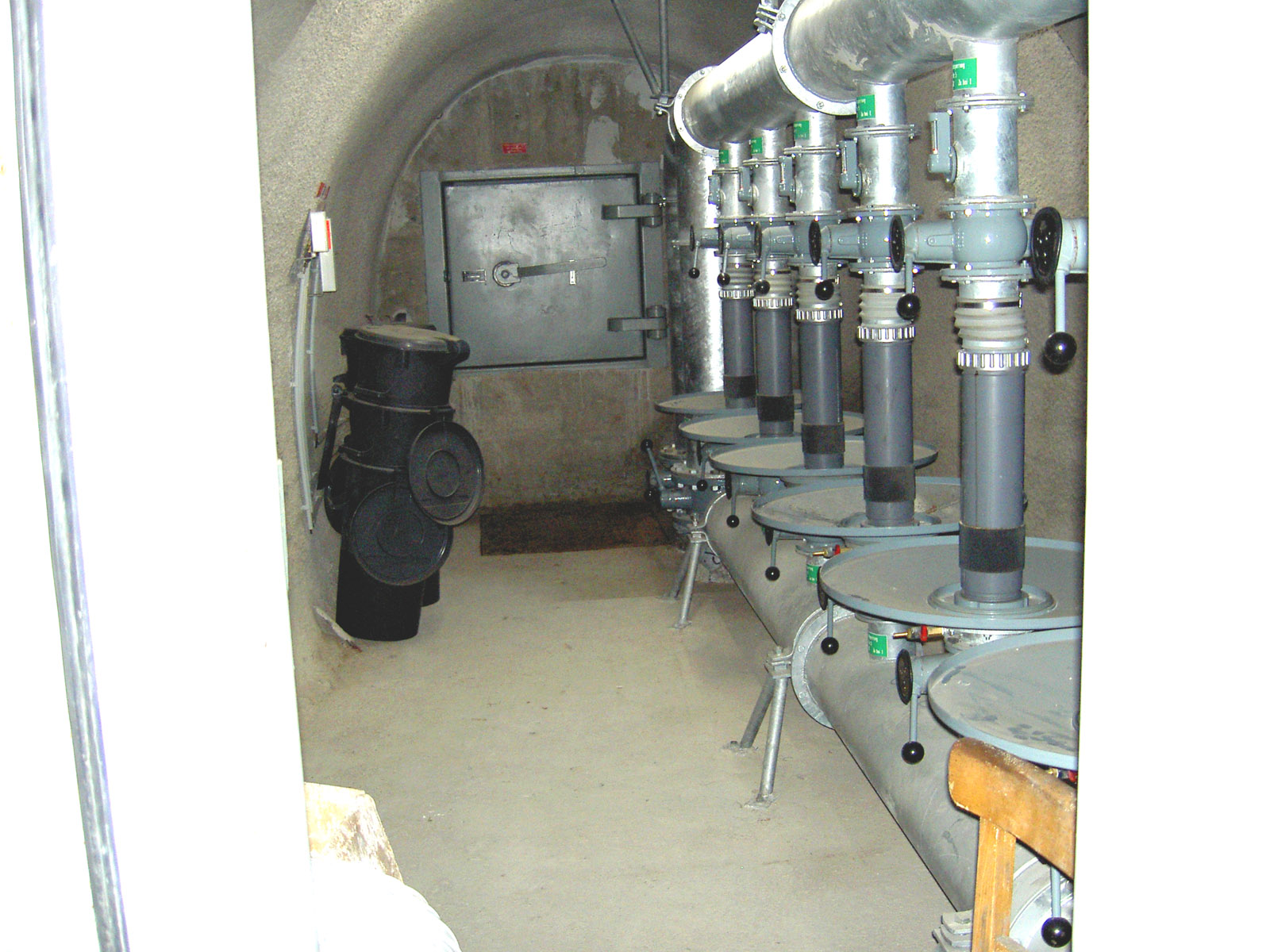
Blick in einen Filterraum mit Haltetellern für Raumfilter R3 und eingebauten Zwischenstücken
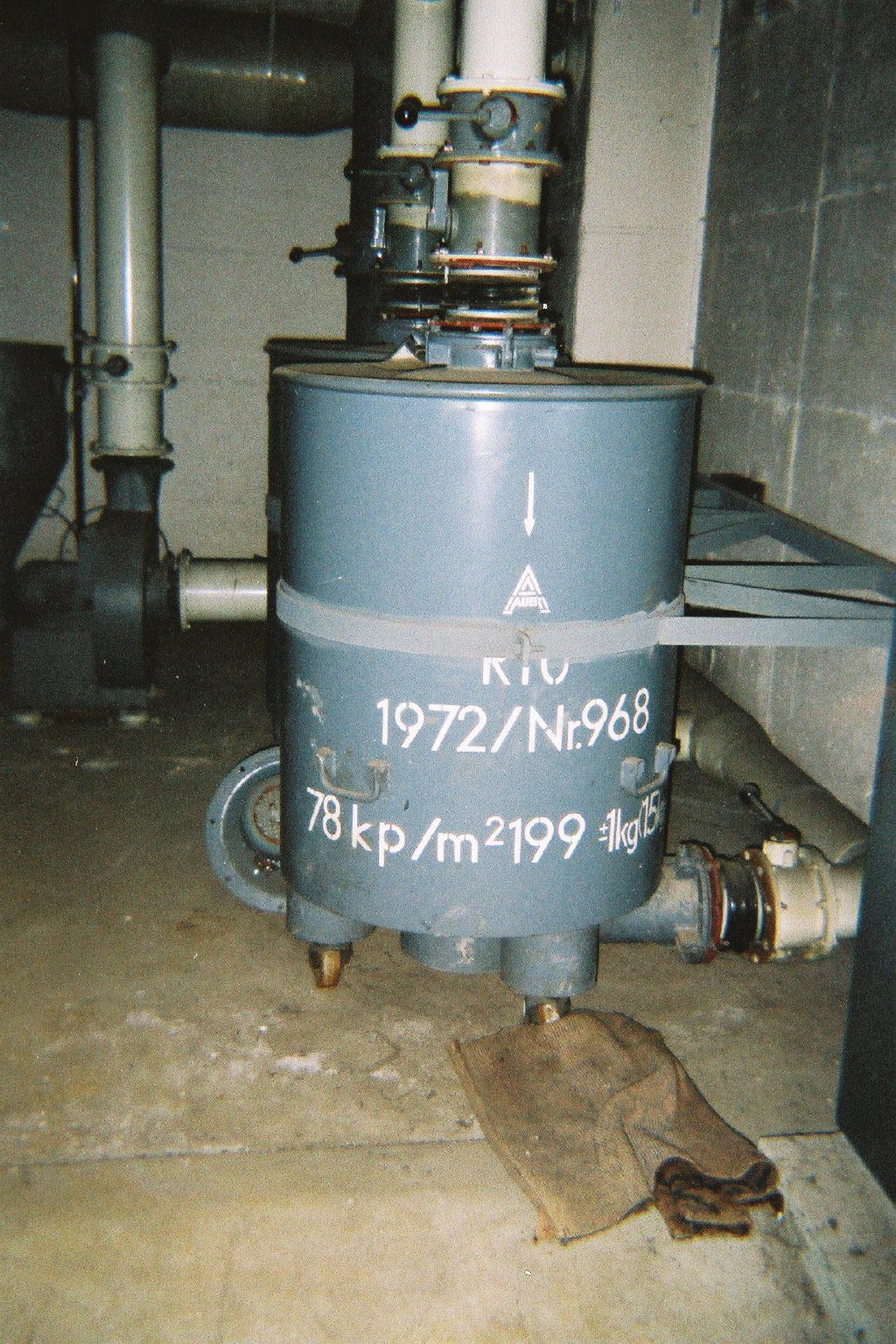
Eingebaute Raumfilter R10
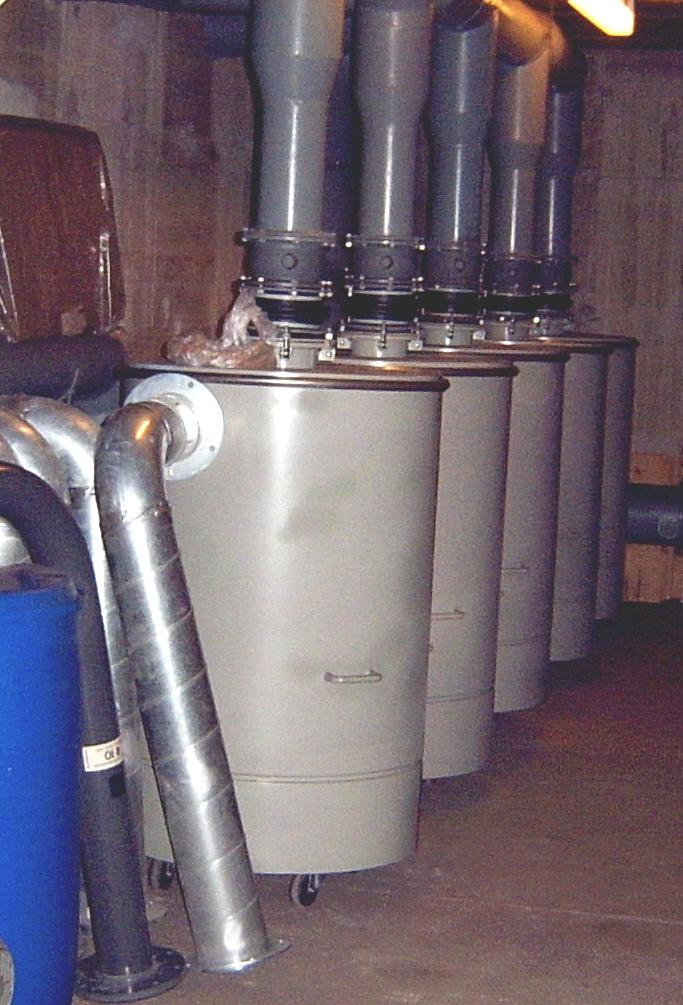
Versiegelte Raumfilter R10 und Zwischenstücke
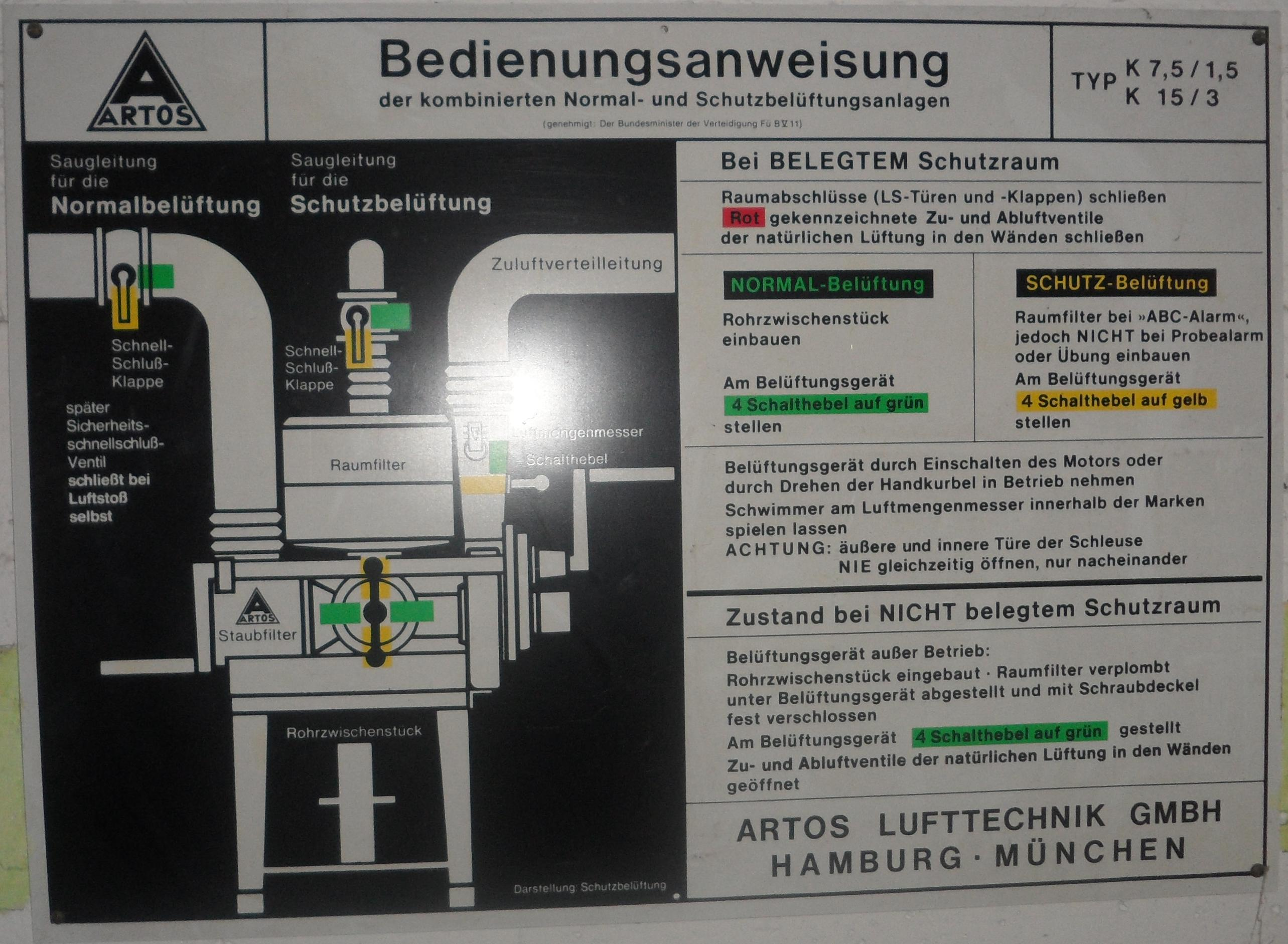
Bedienungsanleitung einer Raumfilteranlage